# CV-10
La carretera CV-10 comunica la A-7, a La Vilavella amb la N-232, a La Jana. Forma part de l'Autovia del Mediterrani. La CV-10 pertany a la xarxa de carreteres de la Generalitat Valenciana. El seu nom ve de la CV (que indica que és una carretera autonòmica del País Valencià) i el 10, que és el nombre que rep aquesta carretera, segons l'ordre de nomenclatures de les carreteres del País Valencià.

## Història

Indicador de l'autovia

Aquesta via està desdoblada fins a La Pobla Tornesa

La CV-10 és el nom que va rebre la unió de diverses carreteres amb nomenclatura antiga, tals com CS-222, CS-V-8501, C-238, CS-850 i CS-233, que unien de forma local, municipis com Betxí, La Vilavella o La Pobla Tornesa, entre d'altres. Ara s'han unificat totes, per a anar a donar a una carretera que creua tota la província (des d'Almenara fins a La Jana) de forma ininterrompuda. Actualment, està desdoblada i, per tant, és autovia, el tram entre l'A-7 a Almenara i la CV-13 en Vilanova d'Alcolea

## Traçat actual
La CV-10 comença quan l'A-7 (al seu pas per la Vilavella) es bifurca en la N-340 i en la CV-10. És una autovia prou normal, encara que en algun punt pot arribar a ser perillosa, bé per les corbes (circumval·lació de Borriol) o per les retencions que diàriament es produeixen (encreuament amb la CV-20 Vila-real - Onda). En l'actualitat, és el vial que més trànsit suporta, juntament amb la N-340, ja que és utilitzada per a creuar la província, partint de València, per la A-7 fins a Nules, i ací, desviar-se per la CV-10 per a evitar-se la N-340 que és una carretera molt perillosa i amb algunes travessies. L'autovia desapareix després de creuar Cabanes, a l'altura del desviament cap a Benlloc, en el punt en el qual enllaça amb la carretera CV-13 que serveix com a connexió amb l'autopista AP-7, a més de connectar amb l'Aeroport de Castelló. Des d'aquest punt fins al final, a La Jana, passa a haver només una calçada.
Aquesta autovia té un límit de velocitat de 120 km/h, encara que existeixen alguns trams limitats a 100 km/h:
1. Eixida Castelló sud.
2. Eixida 26 (Borriol).
3. Circumval·lació de Borriol.
4. Circumval·lació de la Pobla Tornesa (km 34 a 37).

## Recorregut

### Tram Autovia de la Plana (La Vilavella - Cabanes)
| Velocitat       | Esquema                 | Eixida | Sentit La P. Tornesa (descendent)                                | Sentit Vilavella (ascendent)                                       | Carretera |
| --------------- | ----------------------- | ------ | ---------------------------------------------------------------- | ------------------------------------------------------------------ | --------- |
|                 |                         |        | Principi de l'Autovia de la Plana                                | Fi de l'Autovia de la Plana                                        | A-7       |
| Limitació a 110 | Sortida-entrada autovia |        | La Vilavella nord                                                | La Vilavella nord                                                  |           |
| Limitació a 120 | Sortida-entrada autovia |        | Artana - Eslida                                                  | Artana - Eslida                                                    | CV-223    |
| Limitació a 120 | Sortida-entrada autovia |        | Betxí sud                                                        | Betxí sud                                                          |           |
| Limitació a 120 | Sortida-entrada autovia |        | Betxí centre                                                     | Betxí centre                                                       | CV-222    |
| Limitació a 120 | Possibles retencions    |        | Possibles retencions a l'alçada de la sortida de la CV-20        |                                                                    |           |
| Limitació a 120 | Sortida-entrada autovia |        | Onda Vila-real                                                   | Onda Vila-real                                                     | CV-20     |
| Limitació a 120 | Possibles retencions    |        |                                                                  | Possibles retencions a l'alçada de la sortida de la CV-20          |           |
| Limitació a 120 | Sortida-entrada autovia |        | Sitjar Camí Fondo                                                | Sitjar Camí Fondo                                                  | CV-21     |
| Limitació a 100 | Sortida-entrada autovia |        | AP-7 - N-340 Castelló sud CS-22 Grau - Port CV-189 Ribesalbes    | E-15 AP-7 - N-340 Castelló sud CS-22 Grau - Port CV-189 Ribesalbes | CV-17     |
| Limitació a 120 | Sortida-entrada autovia |        | Castelló centre l'Alcora                                         | Castelló centre l'Alcora                                           | CV-16     |
| Limitació a 120 | Sortida-entrada autovia | 20     | Castelló nord N-340 E-15 AP-7 Benicàssim - Tarragona             | Castelló nord N-340 E-15 AP-7 Benicàssim - Tarragona               | CV-151    |
| Limitació a 100 | Sortida-entrada autovia | 26     | Borriol sud                                                      | Borriol sud                                                        |           |
| Limitació a 100 | Sortida-entrada autovia | 28-29  | Borriol nord                                                     | Borriol nord                                                       |           |
| Limitació a 100 | Sortida-entrada autovia | 37     | La Pobla Tornesa                                                 | La Pobla Tornesa                                                   |           |
| Limitació a 90  | Sortida-entrada autovia | 38     | CV-1601 La Pobla Tornesa La Vall d'Alba - Vilafranca - Vilafamés | CV-1601 La Pobla Tornesa La Vall d'Alba - Vilafranca - Vilafamés   | CV-15     |
|                 |                         |        | Fi de l'Autovia de la Plana                                      | Principi de l'Autovia de la Plana                                  | CV-10     |

### Tram Cabanes - La Jana
| Velocitat      | Eixides a la dreta                                   | Esquema              | Eixides a l'esquerra               | Notes |
| -------------- | ---------------------------------------------------- | -------------------- | ---------------------------------- | ----- |
| Limitació a 80 | aeroport CV-13 Torreblanca N-340 E-15 AP-7 Barcelona | Inici                | CV-10 La Pobla Tornesa Castelló    |       |
| Limitació a 80 |                                                      | Sortida a l'esquerra | CV-152 Benlloch                    |       |
| Limitació a 80 |                                                      | Sortida a l'esquerra | CV-156 Benlloch                    |       |
| Limitació a 80 | CV-145 Vilanova d'Alcolea Torreblanca                | Sortida a la dreta   |                                    |       |
| Limitació a 80 | CV-1440 Vilanova d'Alcolea                           | Sortida a la dreta   |                                    |       |
| Limitació a 80 | CV-154 La Torre d'en Doménec La Sarratella           | Sortida a la dreta   |                                    |       |
| Limitació a 80 | Les Coves de Vinromà                                 | Sortida a la dreta   |                                    |       |
| Limitació a 80 | Coves de Vinromà CV-133 Alcalà de Xivert             | Sortida a la dreta   |                                    |       |
| Limitació a 80 |                                                      | Sortida a l'esquerra | CV-129 Albocàsser                  |       |
| Limitació a 80 |                                                      | Sortida a l'esquerra | CV-131 La Valltorta Tírig          |       |
| Limitació a 80 | La Salzadella sud                                    | Sortida a la dreta   |                                    |       |
| Limitació a 80 | La Salzadella nord                                   | Sortida a la dreta   |                                    |       |
| Limitació a 40 |                                                      | Rotonda              | Sant Mateu                         |       |
| Limitació a 40 |                                                      | Rotonda              | CV-132 Xert N-232 Morella          |       |
| Limitació a 40 | Zona industrial                                      | Trencall             |                                    |       |
| Limitació a 60 | CV-135 Cervera del Maestre Benicarló                 | Sortida a la dreta   |                                    |       |
| Limitació a 60 | La Jana                                              | Sortida a la dreta   |                                    |       |
| Limitació a 40 | N-232 Traiguera Vinaròs                              | Final                | N-232 Morella Alcanyís - Saragossa |       |

## Futur de la CV-10
Circumval·lació de Cabanes.
Prolongació de l'autovia cap al nord, fins a Vilanova d'Alcolea i l'Aeroport de Castelló. En el futur, la CV-10 passarà a formar part de l'Autovia del Mediterrani, i la futura A-7 pròxima a Castelló passarà a les mans de la Generalitat.